# Наиван. Супер.
Наиван. Супер. (норв. Naiv.Super.) други је роман норвешког писца млађе генерације, Ерленда Луа. Преведен је на двадесетак језика, што му је донело светску славу.

## Радња
Забринут због тога што увиђа да не успева да пронађе смисао живота, главни јунак (25 година) сам у стану свог брата размишља, анализира стварност и проток времена, преиспитује себе и своју прошлост. Упознаје дечака Береа из комшилука, касније девојку Лисе, размењује факсове са пријатељем Кимом, чита књигу у којој се тврди да време не постоји. Касније невољно одлази на недељу дана код брата у Њујорк, где добија „перспективу“; његово стање духа се мења и схвата да „верује у љубав“ и „прочишћење душе кроз игру и забаву“. Лу при томе приповеда несвакидашње једноставним језиком о врло озбиљним темама. Књига Наиван. Супер. је истовремено и аутобиографија, комедија, парабола, романса и филозофска расправа.